# Grapevine Peak
Grapevine Peak is een tussen de 2.662 en de 2.665 meter hoge bergtop in Nye County in de Amerikaanse staat Nevada. De bergtop ligt binnen de grenzen van het nationaal park Death Valley en is de hoogste bergtop van de Grapevine Mountains en van de Amargosa Range. Binnen de Amargosa Range bevindt de Grapevine Peak zich in het uiterste noordwesten.  De bergtop werd voor het eerst beschreven  door de U.S. National Geodetic Survey in 1895.